# ماهلون هاميلتون
ماهلون هاميلتون (بالإنجليزية: Mahlon Hamilton)‏ مواليد 15 يونيو 1880 في بالتيمور - الوفاة 20 يونيو 1960 في لوس أنجلوس، كاليفورنيا، الولايات المتحدة، هو ممثل أمريكي بدأ مسيرته الفنية سنة 1914. من أعماله ذا غرين تيمبتيشن. امتدت مسيرته الفنية لأكثر من 36 عاما.

## روابط خارجية
- ماهلون هاميلتون على موقع IMDb (الإنجليزية)
- ماهلون هاميلتون على موقع قاعدة بيانات برودواي على الإنترنت (الإنجليزية)
- ماهلون هاميلتون على موقع قاعدة بيانات الفيلم (الإنجليزية)